# حمام گلستان
حمام گلستان مربوط به اواخر دوره زند است و در تفرش، محله خلچان واقع شده و این اثر در تاریخ ۱۸ اسفند ۱۳۸۷ با شمارهٔ ثبت ۲۵۰۵۱ به‌عنوان یکی از آثار ملی ایران به ثبت رسیده است.